# Observatorio Sirio para los Derechos Humanos
El Observatorio Sirio para los Derechos Humanos, OSDH (del inglés: Syrian Observatory for Human Rights, SOHR) es una organización no gubernamental y oficina de información de la oposición siria que lucha en la Guerra Civil Siria contra el gobierno del presidente sirio Bashar Al-Asad. La organización tiene su sede en el Reino Unido. El OSDH, dirigido por Rami Aldulrahman ha sido citado como fuente para sus noticias por prácticamente todos los medios de comunicación occidentales desde el comienzo de la revuelta y posterior guerra, en su guerra mediática contra el gobierno sirio.
El OSDH está dirigido desde una casa con dos dormitorios y terraza situada en Coventry, Reino Unido, por una sola persona, Rami Abdulrahman (o Rami Abdul Rahman, o Abdelrahman Rami), un sirio musulmán suní que tiene además una tienda de ropa. Después de tres periodos de prisión en Siria, Abdulrahman llegó a Reino Unido en 2000 por temor a que le volvieran a encerrar. Hubo conflicto entre Rami Abdulrahman y Mousab Azzawi sobre quién dirigía legítimamente el Observatorio Sirio para los Derechos Humanos.
En una entrevista concedida en diciembre de 2011 a Reuters, Abdulrahman dijo que el observatorio cuenta con una red de 200 personas y que seis de sus fuentes habían sido asesinadas. Abdulrahman informa sobre los acontecimientos en la guerra de Siria, incluyendo la muerte de civiles, rebeldes y desertores del ejército (a los que él llama «mártires») quienes pertenecen a Al Qaeda y otras organizaciones terroristas y soldados del gobierno. La metodología del OSDH para contar las víctimas civiles ha sido puesta en duda, ya que la organización incluye combatientes de la oposición entre las víctimas civiles, siempre que no sean antiguos miembros del ejército sirio.

## Reclamaciones sobre el nombre
El sitio web Syriahr.org afirmó que Rami Abdulrahman se llamaba en realidad Osama Ali Suleiman, y que el nombre de Rami Abdulrahman, según la web, era un seudónimo utilizado inicialmente por todos los «miembros de la OSDH». Syriahr.org afirmó que Abdulrahman fue capaz de tomar el control de la web del OSDH Syriahr.net en agosto de 2011 al cambiar todas las contraseñas, y procedió a hacerse a sí mismo presidente del OSDH. Luego, una organización que afirmaba ser el «verdadero» OSDH creó el sitio web rival Syriahr.org.
Esta nueva página web, Syriahr.org, procedió a lanzar una campaña de difamación contra Abdulrahman, en la que afirmaba que sólo tenía un «nivel muy modesto de educación», condenaba su «falta de profesionalidad» e incluso «alegaba» que era miembro del Partido de los Trabajadores del Kurdistán. Abdulrahman, por su parte, dijo que la nueva web Syriahr.org es administrada por Mousab Azzawi, que solía traducir para el OSDH, pero fue despedido después de afirmar falsamente que era un portavoz oficial de la organización y pedir la intervención extranjera en Siria. El OSDH, que fue dirigido por Mousab Azzawi había declarado que consideraba la presentación de informes sobre las muertes de los soldados del gobierno como un asunto «que no estaba en sus intereses».
Desde el comienzo del conflicto, parece que el Syriahr.org de Azzawi se encuentra inactivo y ha adoptado el nombre de «Red Siria para los Derechos Humanos» con un sitio web llamado Syrianhr.org, mientras que el grupo de Abdulrahman continúa usando los sitios Syriahr.net (versión en árabe) o Syriahr.com/en (versión en inglés).

## Críticas
El OSDH ha sido acusado de informar de forma selectiva, cubriendo tan solo los actos violentos de las fuerzas gubernamentales contra los rebeldes durante los dos primeros años de su existencia. Aunque los críticos reconocen que sus noticias se han vuelto más imparciales, la percepción es que «continúa defendiendo a los extremistas islámicos para evitar perder apoyo entre las fuerzas rebeldes».
Charlie Skeltom, en el periódico británico The Guardian, cuestionó al OSDH como fuente fiable, reportando que el citado observatorio no era nada más que un vendedor de ropa solitario, viviendo en Inglaterra y posando como organización con un nombre «grandilocuente».